# Mobulavermis
Mobulavermis je vyhynulý rod kambrického lobopoda z břidlice v souvrství Pioche v Nevadě, USA. Typovým druhem je Mobulavermis adustus. Název pochází z latinského vermis, v překladu červ, a Mobula, což je rod rejnoků z čeledi mantovitých.

## Popis
Mobulavermis je známý díky dvěma neúplným exemplářům, které v roce 2023 popsal McCall. První, s označením KUMIP 298510, má nepoškozenou zadní část, která měří 80,6 mm (měřeno podél zakřivení těla). Druhý jedinec, označení KUMIP 298511, měří přibližně 50,7 mm. Také je zde zachovaná zadní část těla, ale nacházejí se zde stopy po trupu a „lalocích“.
Trup je nesklerotizovaný a je tvořen jemnými příčnými prstenci. U fosilií byla zachycena kruhová struktura, pravděpodobně trávicí žláza. Mobulavermis má nejvíce bočních zvlněných výstupků - „laloků“ - ze všech lobopodů nebo radiodontů, celkem 18, přičemž se jejich velikost směrem k ocasní části zmenšuje.
Na základě srovnání s blízkým rodem Kerygmachela mohli dospělí jedinci dosahovat 30 až 50 cm. Mobulavermis pravděpodobně žili v pelagiálu, kde se živili drobnou kořistí, a měli složené oči.